# Интроцикл

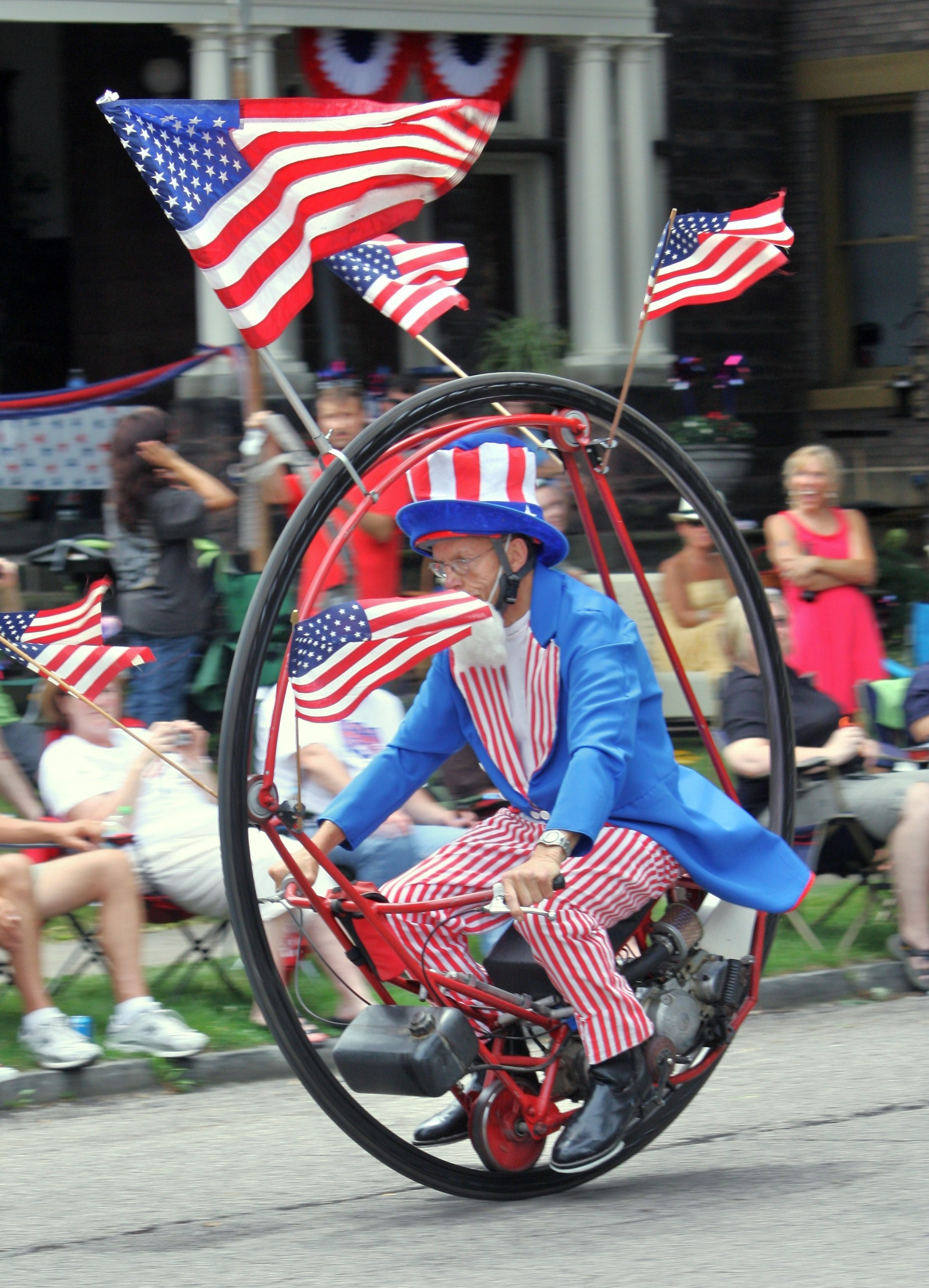
Интроцикл на параде в Огайо

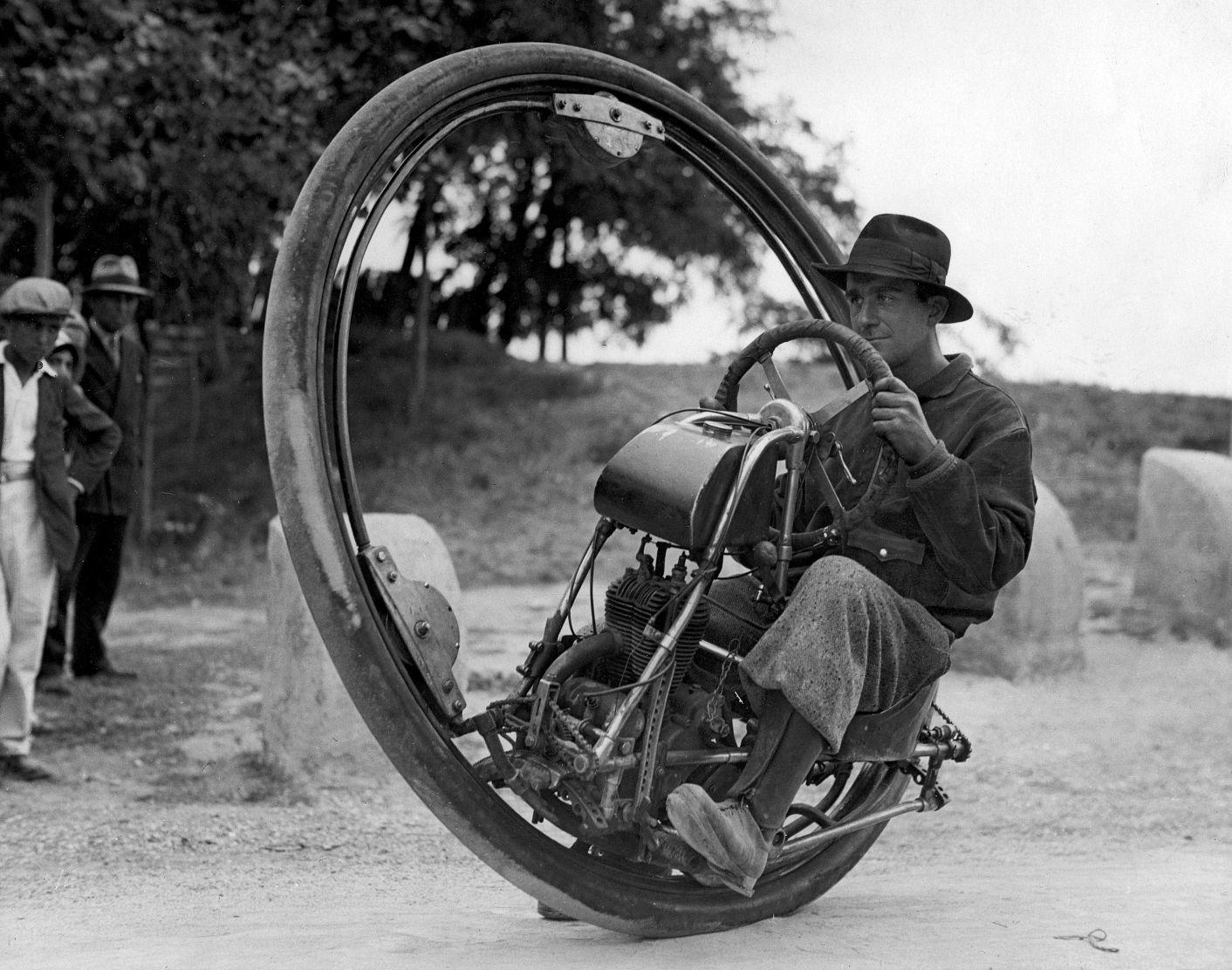
Интроцикл Джузеппе Говентозы, 1931 год

Интроцикл (англ. monowheel) — разновидность моноцикла, в которой водитель находится внутри колеса. Первые интроциклы с ручным и педальным приводом были запатентованы и построены в конце XIX века. Большинство интроциклов, построенных в XX веке, были моторизоваными.
Мировой рекорд скорости для интроцикла, по некоторым данным, составляет 98,464 км/ч.

## Устойчивость
Как и велосипеды, интроциклы устойчивы в направлении движения, но имеют ограниченную поперечную устойчивость. В этом отношении они отличаются от одноколесных велосипедов, которые нестабильны в обоих направлениях. Также было обнаружено, что интроциклы имеют меньшую скорость, необходимую для устойчивого движения, по сравнению с одноколёсными велосипедами.
Интроцикл остаётся в вертикальном положении из-за гироскопических эффектов, но отсутствие устойчивости делает его сильно зависимым от импульса движения вперёд и баланса гонщика, который должен поддерживать устойчивость при управлении. За время эволюции интроцикла были опробованы различные средства повышения устойчивости, такие как опорные стойки («Green & Dyer», 1869 год), полозья («D’Harlingue Propeller-Driven Monowheel», 1914 год), а также гироскопы и рули направления («McLean V8», 2003 год). Многие водители предпочитают контролировать устойчивость во время остановки, ставя ноги на землю, как на велосипедах и мотоциклах.

## Реализации

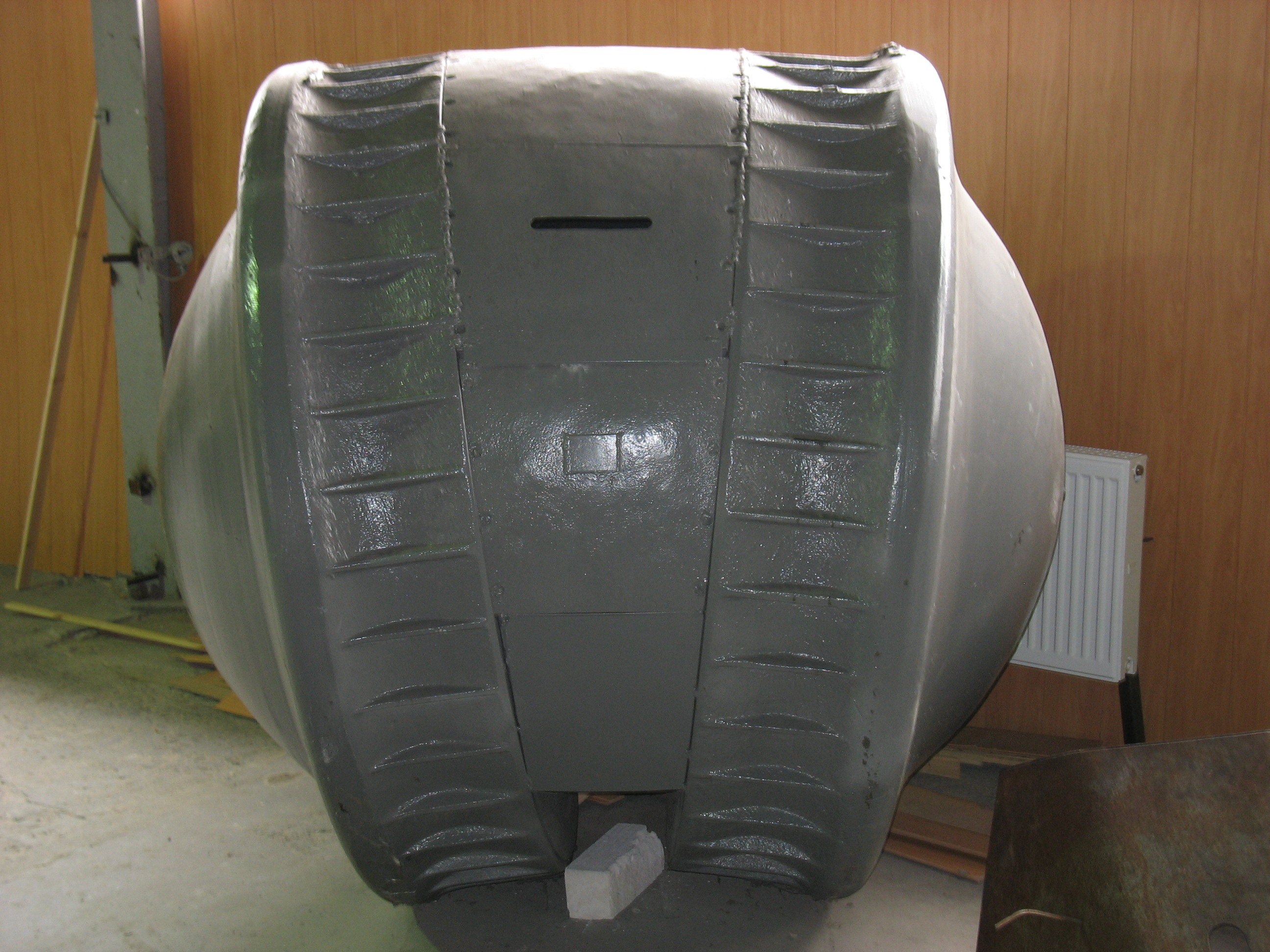
Kugelpanzer

Было предложено много различных вариантов как самого интроцикла, так и его использования, таких как интроцикл на конной тяге или танк-интроцикл.
В 1932 году в Великобритании был испытан электрический интроцикл под названием «Dynasphere».
В 1930-х годах в Германии был создан военный интроцикл «Kugelpanzer» для корректировки огня, имевший массу 1,8 т, не имевший вооружения, оснащённый радиостанцией и двигателем мощностью 25 л. с., и управляемый одним человеком. «Kugelpanzer», являвшийся экспериментальным изделием, не был принят на вооружение и сохранился в единственном экземпляре, который находится в бронетанковом музее в Кубинке.
В 1942 году в США Илаем Агнидесом был предложен проект шаровидного танка, который, однако, остался на бумаге. Одновременно в СССР инженером Митковым был предложен похожий проект, который также не был реализован.
В Советском Союзе в начале 1970-х годов выпускался игрушечный интроцикл. В 1975 году в приложении к журналу «Юный техник» была описана конструкция самодельного игрушечного интроцикла.
В 1970-х годах своими силами спроектировал и собрал интроцикл советский инженер Эдуард Мельников.
В 1971 году американский изобретатель Керри Маклин построил свой первый интроцикл. В 2000 году он построил более крупную версию «McLean Rocket Roadster» с двигателем «Buick V-8», который разбился в 2001 году во время первого испытательного заезда. Маклин выжил и создал более 25 различных вариаций интроцикла, от моделей с педальным приводом до моделей с двигателем V8. В 2010 году фирма «Nokia» использовала два интроцикла Маклина в рекламе своего смартфона «Nokia SatNav».
В 1997 году конструкция самодельного интроцикла, собранного кружковцами Ижевской детской республиканской технической станции, была описана в 4-м номере журнала «Моделист-конструктор».
В 2003 году на мероприятии «Burning Man» был представлен интроцикл «RIOT wheel», в котором пассажиры сидят перед водителем и уравновешиваются противовесом внутри колеса. В отличие от типичного кольцевого привода, этот автомобиль приводится в движение звёздочкой, прикреплённой к спицам.
В 2007 году одна из нидерландских компаний начала принимать индивидуальные заказы на интроцикл под названием «Wheelsurf».
В 2008 году появился проект шаровидного интроцикла «GroundBot», предназначенного для патрулирования и наблюдения.

## Подобные транспортные средства
Родственное транспортное средство — это дицикл или велосипед, в котором водитель подвешен между парой больших колёс, расположенных бок о бок, или внутри них. Примером такого решения может служить персонаж Аксель из серии видеоигр Twisted Metal, издаваемой Sony.

## В кинематографе
В советском фильме «Отроки во Вселенной» (1975) интроцикл используется как образ внеземного футуристического транспорта. Также интроцикл показан в одной из серий мультсериала «Южный Парк» (2001). В фильме «Звёздные войны. Эпизод III: Месть ситхов» (2005) генерал Гривус пытается скрыться от Оби-Вана на интроцикле. В одном из эпизодов фильма «Люди в чёрном 3» (2012) главные герои используют для передвижения интроцикл.